# Шуньки
Шу́ньки — село в Україні, у Білогірській селищній територіальній громаді Шепетівського району Хмельницької області. Населення становить 338 осіб. До 2018 орган місцевого самоврядування — Юрівська сільська рада.

## Географія
Село розташоване на північній стороні біля витоку річки Тростянки.

## Історія
У 1906 році село Кривинської волості Острозького повіту Волинської губернії. Відстань від повітового міста 40 верст, від волості 7. Дворів 116, мешканців 741.
7 (20) листопада 1917 року, відповідно до Третього Універсалу Української Центральної Ради, увійшло до складу Української Народної Республіки.
12 червня 2020 року, відповідно до розпорядження Кабінету Міністрів України № 727-р «Про визначення адміністративних центрів та затвердження територій територіальних громад Хмельницької області», увійшло до складу Білогірської селищної громади.
19 липня 2020 року, в результаті адміністративно-територіальної реформи та ліквідації Білогірського району, село увійшло до складу новоутвореного Шепетівського району.

## Населення
За переписом населення України 2001 року в селі мешкало 433 особи.
У 2020 році чисельність населення становила ▼338 осіб.